# Comté de Canyon
Le comté de Canyon est un comté des États-Unis situé dans l’État de l'Idaho. En 2000, la population était de 131 441 habitants, et au recensement de 2010, elle est passée à  188 923 habitants. Son siège est Caldwell et Nampa est la plus grande ville. Le comté a été créé en 1891 et nommé en l'honneur du canyon de la rivière Boise ou en l'honneur du canyon de la rivière Snake qui forme une frontière naturelle du comté.

## Géolocalisation
|                            | Comté de Payette | Comté de Gem |
| Comté de Malheur, (Oregon) | Comté de Canyon  | Comté d'Ada  |
|                            | Comté d'Owyhee   |              |

## Démographie
| 1900  | 1910   | 1920   | 1930   | 1940   | 1950   |
| ----- | ------ | ------ | ------ | ------ | ------ |
| 7 497 | 25 323 | 26 932 | 30 930 | 40 987 | 53 597 |

| 1960   | 1970   | 1980   | 1990   | 2000    | 2010    |
| ------ | ------ | ------ | ------ | ------- | ------- |
| 57 662 | 61 288 | 83 756 | 90 076 | 131 441 | 188 923 |

| 2020    | - | - | - | - | - |
| ------- | - | - | - | - | - |
| 231 105 | - | - | - | - | - |

## Principales villes
- Caldwell
- Greenleaf
- Melba
- Middleton
- Nampa
- Notus
- Parma
- Wilder